# Fuentes de Valdepero
Fuentes de Valdepero è un comune spagnolo di 234 abitanti situato nella comunità autonoma di Castiglia e León.

## Monumenti
Il castello, risalente alla metà del XV secolo, fu fatto costruire da Diego Pérez de Sarmiento.

## Storia
Successivamente nel 1538 Diego de Acevedo acquistò la signoria, ma solo Juana de Acevedo y Fonseca, nel 1572 ottenne da Filippo II di Spagna il titolo di contessa di Fuentes de Valdepero, titolo acquisito dal marito Pedro Enríquez de Guzmán y Toledo che, dopo il  1585 data del suo matrimonio, si fece chiamare Pedro Enríquez de Acevedo conte di Fuentes. Nel 1600 fu nominato da Filippo III di Spagna Governatore di Milano (1600-1610), e nel 1603 fece erigere un fortilizio in località Pian di Spagna a Colico a difendere la Valtellina dagli attacchi delle Leghe protestanti dei Grigioni; tale fortilizio prese il suo nome come Forte di Fuentes dopo la sua morte.
Nel XVIII secolo subentrò nella signoria e nel titolo il casato degli Alba con cui i Guzmán erano strettamente imparentati.